# Simon Amstell

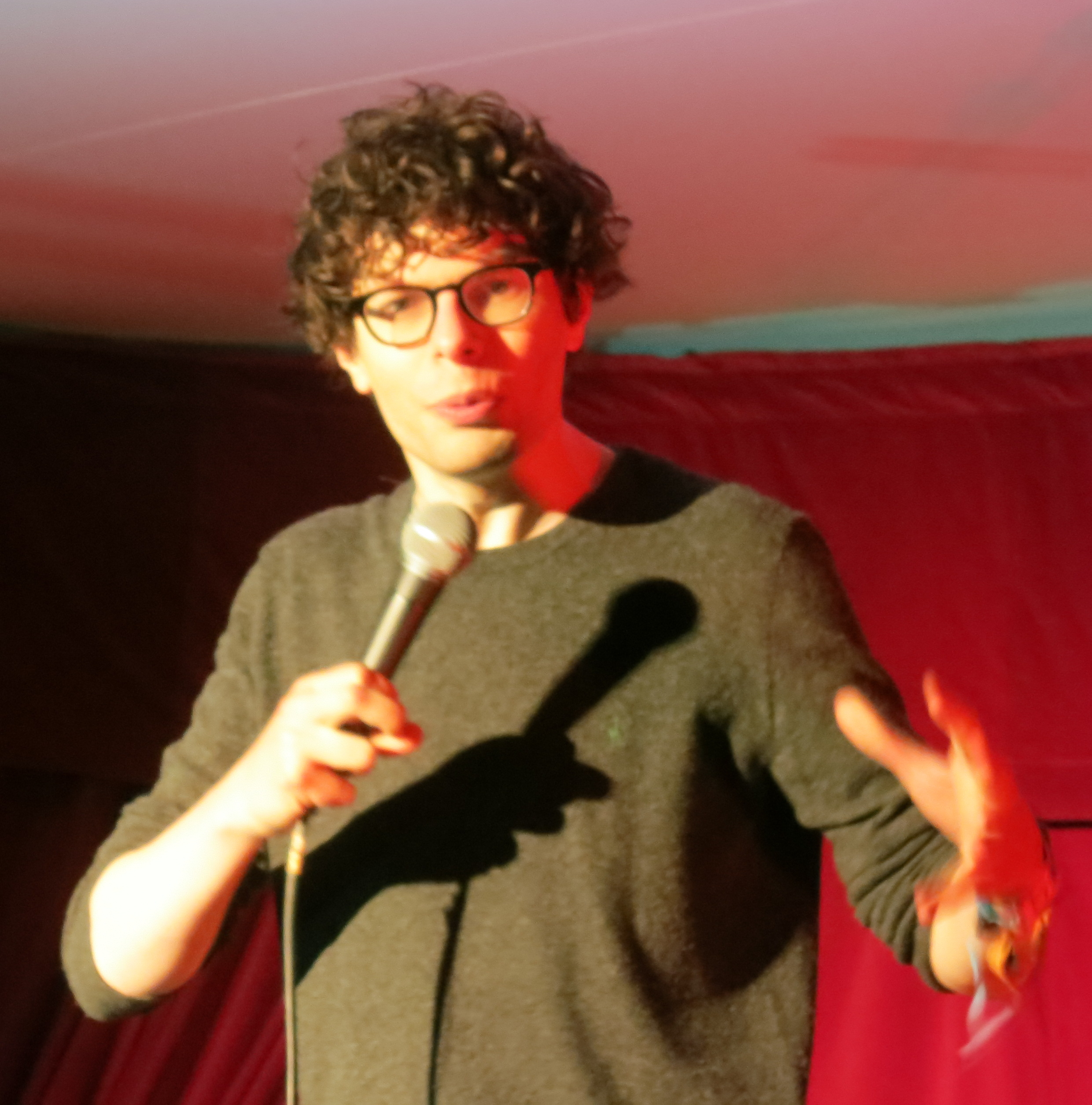
Simon Amstel (2013)

Simon Amstell (* 29. November 1979 in London) ist ein britischer Schauspieler und Komiker.

## Leben
Amstell wuchs als ältester Sohn einer jüdischen Familie mit zwei Geschwistern in London auf. Nach seiner Schulzeit an der Beal High School im Stadtteil Redbridge begann er eine Ausbildung als Schauspieler. 1993 trat er erstmals im britischen Fernsehen in der TV-Show GamesMaster auf. Von 2000 bis 2006 moderierte er gemeinsam mit Miquita Oliver Popworld auf Channel 4. Von 2006 bis 2008 war er für vier Staffeln Gastgeber der Fernsehsendung Never Mind the Buzzcocks. Am 25. April 2009 gab er schließlich durch einen E-Mail-Newsletter bekannt, dass er aufhören werde, um sich auf seine Stand Up Shows zu konzentrieren. Nachdem er auf dem Edinburgh Festival Fringe im August 2005 bis 2007 aufgetreten war, tat er dies zuletzt auch 2009 mit seiner „Do Nothing“-Show, deren sämtliche Aufführungen ausverkauft waren. Im Herbst 2009 ging er im auf seine zweite nationale Tour selbigen Titels. Nachdem er 2007 bereits an einer Episode des Channel 4 Teen-Dramas Skins mitgeschrieben hatte, war für 2010 die sechsteilige Serie Grandma’s House der BBC angesetzt, die er schrieb und in der er auch selbst auftrat.
Amstell ist homosexuell. Er lebt in London, was er in seinem Film Benjamin autobiografisch verarbeitete.

## Preise und Auszeichnungen (Auswahl)
- British Comedy Awards „Best Comedy Entertainment Personality“ und „Best Comedy Entertainment Series“ für Never Mind the Buzzcocks